# Emanuel Mendez da Costa
Emanuel Mendez da Costa (ur. 5 czerwca 1717, zm. 31 maja 1791) – angielski botanik, konchiolog, przyrodnik i filozof. Ponadto kolekcjoner cennych notatek, rękopisów oraz anegdot intelektualistów.
Był jednym z pierwszych żydowskich członków Towarzystwa Królewskiego w Londynie oraz jego bibliotekarzem. Był także członkiem: Londyńskiego Towarzystwa Antykwariuszy (Antiquarian Society of London), Towarzystwa Botanicznego we Florencji, Aurelian Society oraz Spalding Gentlemen's Society.
Jego publikacje obejmowały m.in.:
- A Natural History of Fossils (pl.: Historia Naturalna Skamieniałości) - 1757
- Elements of Conchology, or An Introduction to the Knowledge of Shells (pl.: Podstawy konchiologii, albo wstęp do wiedzy o muszlach) - 1776
- British Conchology (pl.: Brytyjska konchiologia) - 1778
- wiele ważnych artykułów dla Philosophical Transactions of the Royal Society